# Mercatorplein (Amsterdam)
Het Mercatorplein is een plein in Amsterdam-West.

## Geschiedenis en ligging
Het plein kreeg haar naam per raadbesluit 30 januari 1924. Het plein werd daarbij vernoemd naar de cartograaf Gerardus Mercator. De straten in de buurt eromheen werden eveneens genoemd naar cartografen en ontdekkingsreizigers. De Mercatorstraat kreeg een jaar later haar naam.
Het plein ligt op de kruising van de Hoofdweg en Jan Evertsenstraat. Die laatste straat ligt aan de noordzijde van het plein. De Hoofdweg heeft hier een knik; ze komt aan op de zuidoostpunt en vertrekt weer op de noordwestpunt maar tot de reconstructie in 1995 reed het verkeer in noordelijke richting aan de oostzijde van het plein. Op het plein komen ook de Mercatorstraat (vanuit het noord) en de Van Spilbergenstraat uit, beide middels een poortgebouw.
Het plein werd aangelegd op het grondgebied van de in 1921 geannexeerde gemeente Sloten. Deze gemeente had voordien al plannen gemaakt voor een nieuwbouwwijk ten westen van de Baarsjesweg en Admiraal de Ruijterweg, maar de plannen werden in gewijzigde vorm uitgevoerd door de gemeente Amsterdam als onderdeel van het Plan West.
Het plein werd neergelegd naar een ontwerp van Hendrik Petrus Berlage in 1925, hij ontwierp ook alle gebouwen die tussen 1925 en 1927 aan het plein neergezet werden. De supermarktketen van Dirk van den Broek had in 1942 zijn eerste vestiging aan het Mercatorplein. De oorspronkelijke melkhandel opende in 1948 hier de eerste zelfbedieningswinkel van Amsterdam. Hieruit is in de loop der jaren de winkelketen voortgekomen. Deze vestiging is tevens de grootste winkel aan het plein (gegevens 2019).
De Mercatorbuurt (het gebied rond het plein) had door verwaarlozing en drugshandel in de jaren 1980 geen al te goede naam gekregen. Vanaf 1995 werd de bebouwing rond het plein gerenoveerd en de noordelijke bebouwing geheel vernieuwd volgens het oorspronkelijke ontwerp. Ook de afgebroken toren werd herbouwd, waardoor het plein veel van zijn schoonheid terugkreeg. Onder het plein werd een parkeergarage gebouwd met een inrit op de hoek van de Hoofdweg en de Cabralstraat (vernoemd naar de Portugese zeevaarder Pedro Álvares Cabral). Hierbij verdween de parkachtige omgeving met bloesembomen en kwam er bestrating voor in de plaats, waarbij het centrale deel in beton in drie bruine tinten werd uitgevoerd als een wereldkaart volgens de mercatorprojectie, waarbij de evenaar van deze kaart parallel loopt aan de werkelijke evenaar.
Het plein werd in juni 1998 na een flinke opknapbeurt heropend. De indeling van Berlage ging deels verloren en werd ingeruild voor een ontwerp van Wytze Patijn en Michal Kolmas. De heropening, na de revitalisering van de in de stijl van de  Amsterdamse school gebouwde buurt, werd gevierd in aanwezigheid van koningin Beatrix. Mede door de toenmalige verbeteringen in de Mercatorbuurt kozen veel mensen voor een relatief goedkope woning aldaar en werd het plein gegentrificeerd.
Vanaf 2008 werd het plein opnieuw opgeknapt en ingedeeld. Het "ezelsoor", de overkapping van de toegang tot de parkeergarage, is verdwenen en er is meer horeca in het bestemmingsplan opgenomen. Aan de zuidwestkant van het plein is een nieuw horecapaviljoen (een opvallend gebouwtje, bekend als de "paddenstoel") gebouwd. Het vernieuwde plein werd in september 2010 geopend.
Tussen 1990 en 2010 was het Mercatorplein bestuurlijk ingedeeld bij stadsdeel De Baarsjes.

## Gebouwen
Berlage was overigens alleen betrokken bij het uiterlijk van de vier gevelwanden. Zij zijn uitgevoerd in de van Berlage vertrouwde, latere, sobere stijl, in combinatie met de bouwstijl van de Amsterdamse School, met de daarvoor typische metselverbanden en de smeedijzeren ornamenten op en om de balkons (west- en oostzijde). Daarbij zijn de noordelijke en zuidelijke gevelwand opgetrokken uit roodkleurige baksteen, terwijl de westelijke en oostelijke gevelwand grotendeels geelkleurige baksteen laten zien. Alle gebouwen hebben een plint van zwart/grijs graniet.
Niet alles wat Berlage had ontworpen werd overgenomen. Hij had voor het plein drie torens in gedachten. De toren die in de westwand was geprojecteerd, is nooit gebouwd. De twee wel gebouwde torens werden geplaatst op de eerder genoemde poortgebouwen. De ingang naar de Jan Evertsenstraat, waar de niet gebouwde toren had moeten komen, kent echter wel een poortachtig uiterlijk, mede door twee erkers.
Overigens ontbrak van 1961 tot 1995 de noordelijke toren in het straatbeeld. Zij werd in 1961 afgebroken; ze was in te bouwvallige staat om te renoveren. Bij de opknapbeurt midden jaren negentig werd het woonblok aan de noordelijke gevelwand in zijn geheel afgebroken en zoveel mogelijk met het oude uiterlijk weer herbouwd, zodat de symmetrie weer hersteld was.
| Object                 | Bouwperiode | Monumentenstatus      | Omschrijving | Afbeelding |
| ---------------------- | ----------- | --------------------- | --- | ---------- |
| Mercatorplein 2-AB     | 2010        | geen                  | Horecapaviljoen met bijnaam “Paddenstoel” naar een ontwerp van Search Architects heeft een koepel met een doorsnee van 16 meter. Het geheel werd in de fabriekshal in delen gebouwd en van 18 op 19 april 2010 ter plaatse in elkaar gezet. |            |
| Mercatorplein 2-12     | 1925-1927   | rijksmonument 527137  | Onderdeel van huizenblok Cabralstraat 42, Mercatorplein 2-32, Jan Evertsenstraat 133-135 |            |
| Mercatorplein 14-26    | 1925-1927   | rijksmonument 527137  | idem (gelig baksteen) |            |
| Mercatorplein 28-32    | 1925-1927   | rijksmonument 527137  | idem |            |
| Mercatorplein 34       | 1925-1927   | gemeentelijk monument | vormt samen met Jan Evertsenstraat 142 het poortgebouw naar de Mercatorstraat |            |
| Mercatorstraat 36-96   | 1996        | geen                  | In 1996 opnieuw gebouwde noordelijke gevelwand |            |
| Mercatorplein 102      | 1995        | geen                  | kiosk naar ontwerp van Berlage en Kolmas |            |
| Mercatorstraat 1-17    | 1925-1927   | rijksmonument 527135  | Bouwblok dat zich uitstrekt over Hoofdweg 303-309, Mercatorplein 1-121,m Van Spilbergenstraat 158-168 en Jan Evertsenstraat 137 |            |
| Mercatorstraat 19-49   | 1925-1927   | rijksmonument 527135  | idem |            |
| Mercatorstraat 51-113  | 1925-1927   | rijksmonument 527135  | idem |            |
| Mercatorstraat 115-121 | 1925-1927   | rijksmonument 527135  | idem, in 2019 renovatie |            |

## Openbaar vervoer
Tram 13 en bus 18 hebben een halte aan het plein en tram 7 en bus 15 hebben een halte op de Hoofdweg ten noorden van het plein.

### Geschiedenis
Op 14 juli 1927 kregen tramlijn 7 en 17 komend vanaf de Jan Evertsenstraat hun eindpunt op dit plein en op de Hoofdweg. Op 3 november 1927 werd lijn 17 vervangen door lijn 13. In 1929 kwamen de lijnen 12 en 13S, sinds 1931 lijn 19, erbij. De lijnen 12 en 19 verdwenen in 1932 weer, maar de lijnen 7 en 13 zijn sinds de jaren twintig hier aanwezig gebleven en reden om het plein. Lijn 13 werd in 1950 via de Hoofdweg verlengd naar het Bos en Lommerplein. Van 1960-1989 had bus 19 zijn standplaats aan de zuidzijde van het plein waar later ook lijn 7 zijn standplaats kreeg. De oude standplaats werd een gecombineerde tram en bushalte ter vervanging van de halte op de Hoofdweg. In 1989 werd lijn 13 via de Jan Evertsenstraat naar de Jan Tooropstraat, Jan van Galenstraat (de "drie Jannen") en verder verlengd, lijn 7 nam nu de route naar het Bos en Lommerplein over terwijl lijn 19 van het plein verdween. In 1995 verdwenen de tramkeerlus en het plantsoen in het midden van het plein en verschenen sporen in twee richtingen over de ook in noordelijke richting verlegde Hoofdweg.

## Kunst
De bouwstijl Amsterdamse School is terug te vinden in een aantal beeldhouwwerken. Er is werk uit de jaren twintig te zien van Anton Rädecker, Roorda, Johan Polet, Theo Vos, Adrianus Remiëns en Jan Havermans (portretten van Mercator en Joan Blaeu).
Bij de opknapbeurt in de jaren negentig kwam daar werk bij van Michal Kolmas (terrazzo-pleinbanken) en André Volten (terrazzo-waterkunstwerk en zitelementen). De fontein en zitjes van Volten verdwenen bij de volgende renovatie weer (er kwam een eenvoudige model fontein voor terug) en vonden hun plaats in de omgeving van zijn voormalige atelier aan de Asterdwarsweg. Kolmas was ook verantwoordelijk voor de modernisering van de noordwand van het plein naar Berlages origineel en de terugplaatsing van een kiosk in de oorspronkelijke stijl.
Een punt van lelijkheid bleef de liftschacht van de ondergrondse parkeergarage staand op de zuidoostpunt op het plein. Deze werd in 2019 opgefleurd door kunstenaar Kamp Seedorf. Hij had eerder een portret van burgemeester Eberhard van der Laan (Damsko Strijder) gezet op een van de ingangen van Wibautstraat, die echter per ongeluk verwijderd werd. De kunstenaar kreeg een herkansing en Femke van der Laan, zijn weduwe onthulde het op 1 juli 2019. Het draagt Eberhards tekst: ”Zorg goed voor onze stad en voor elkaar.”

## Afbeeldingen

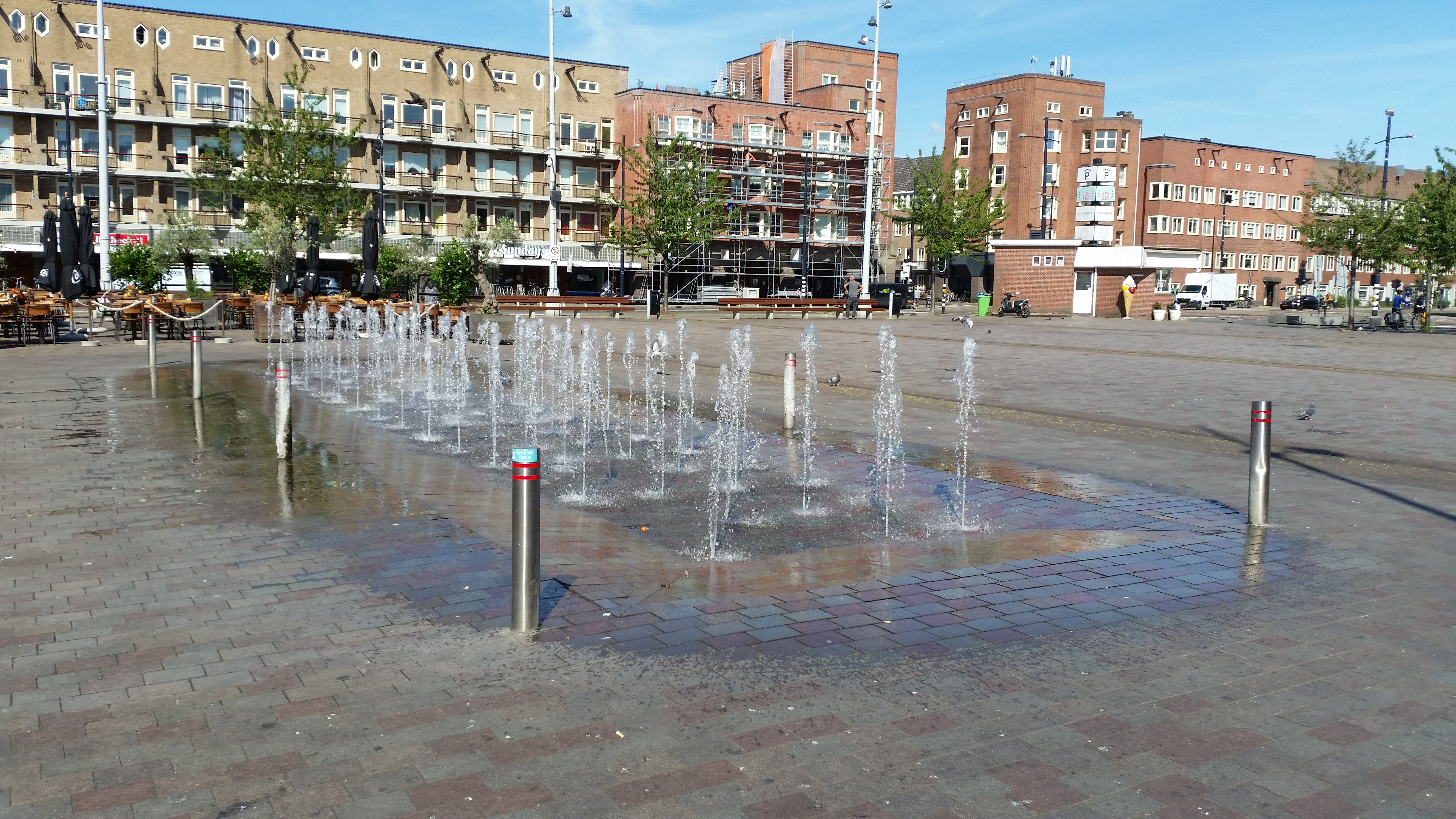
Fontein Mercatorplein (juli 2019)
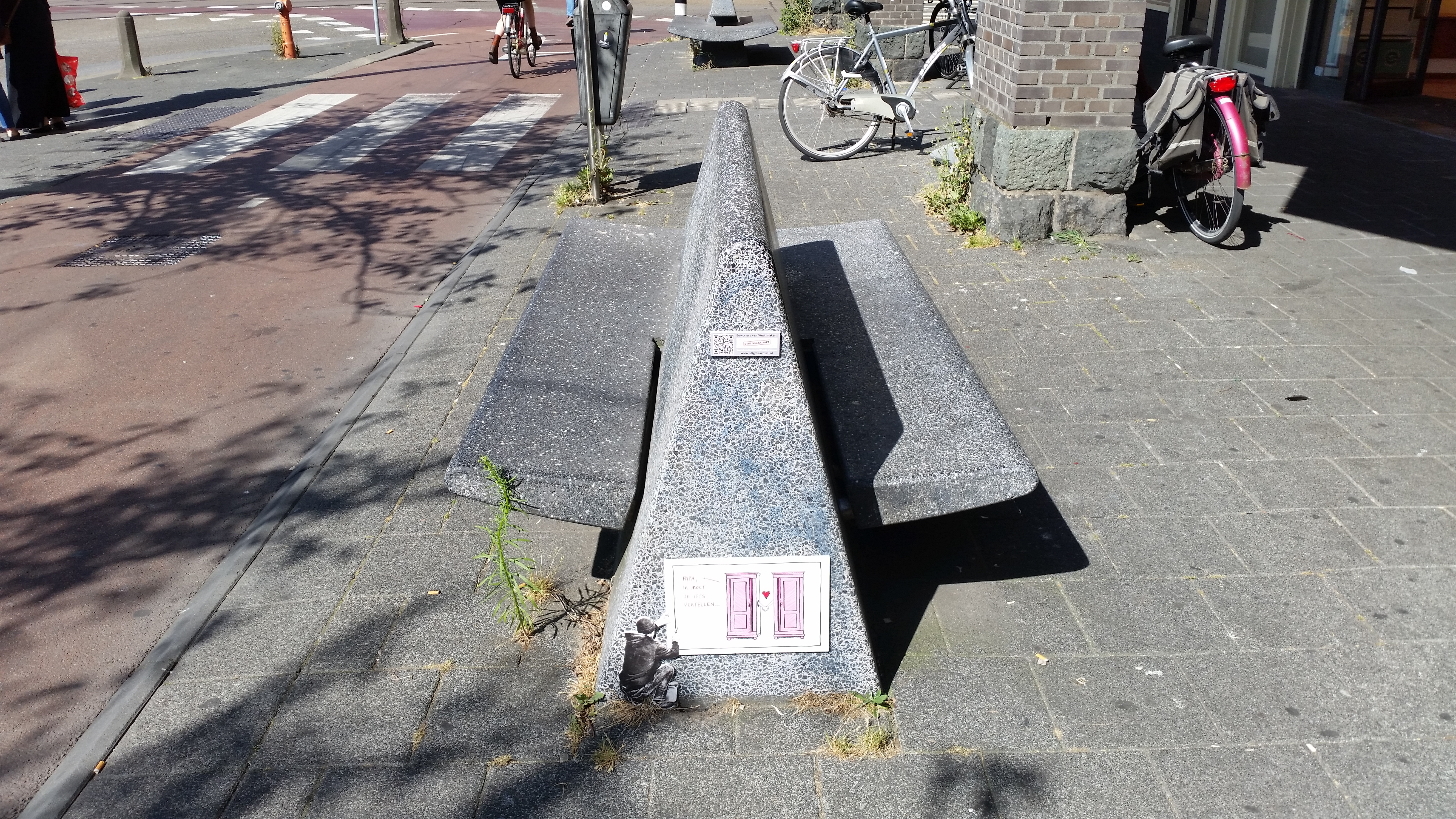
Zitelement van Michal Kolmas met buurtkunst (juli 2019)
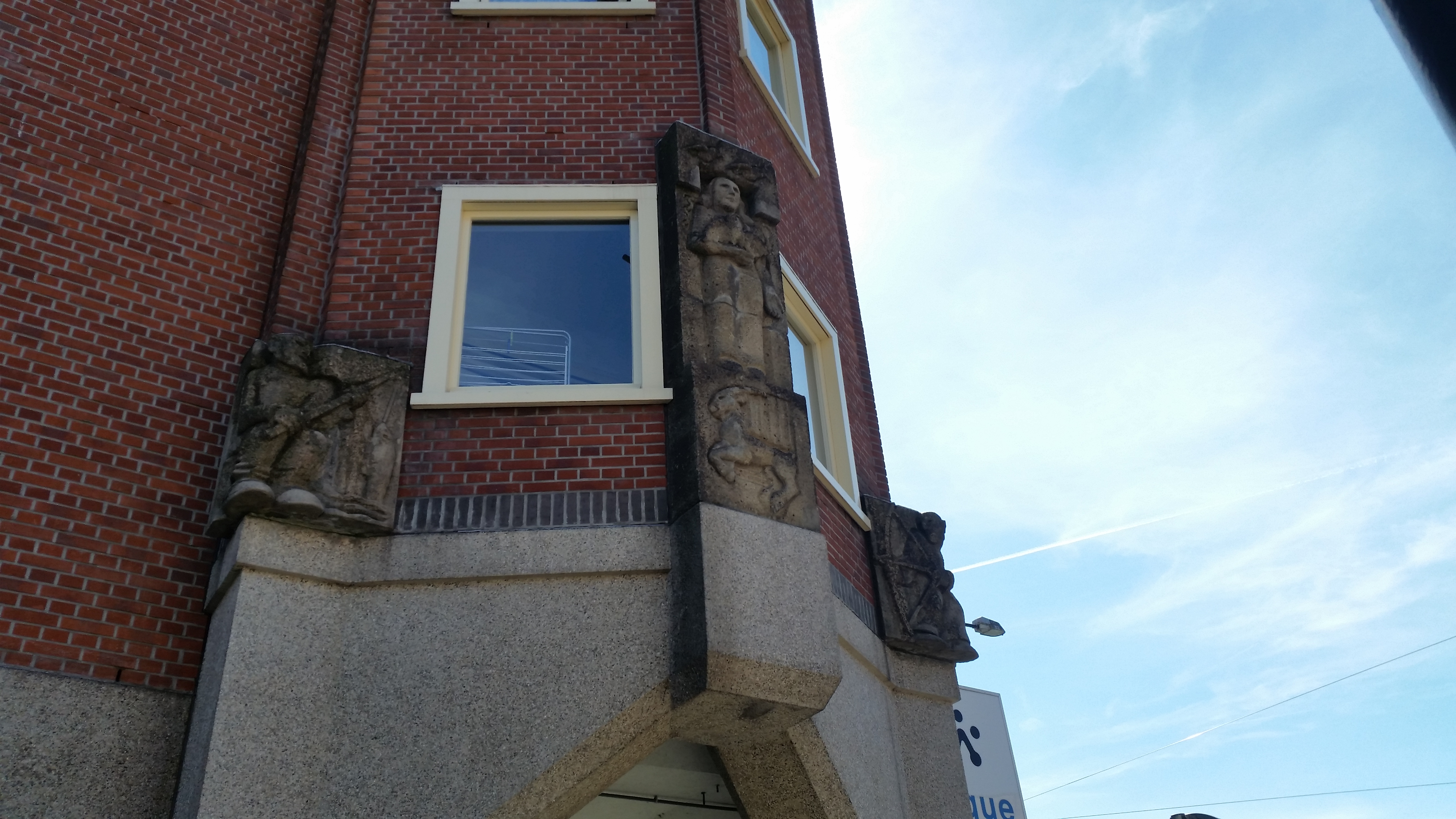
Beeldengroep, Hoofdweg/Mercatorplein noord (juli 2019)
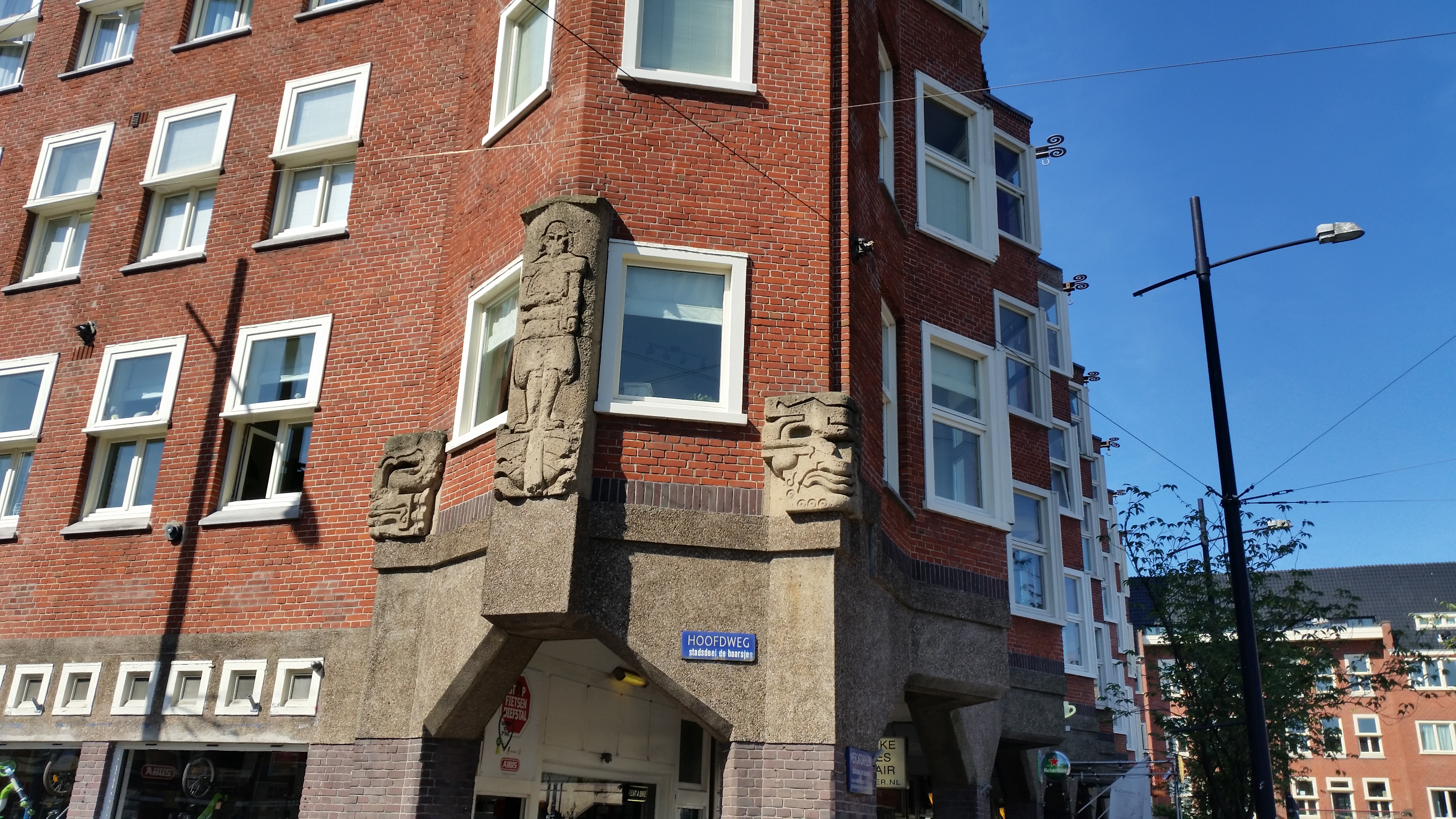
Beeldengroep, Hoofdweg/Mercatorplein zuid (juli 2019)